# Most na Renie w Konstancji

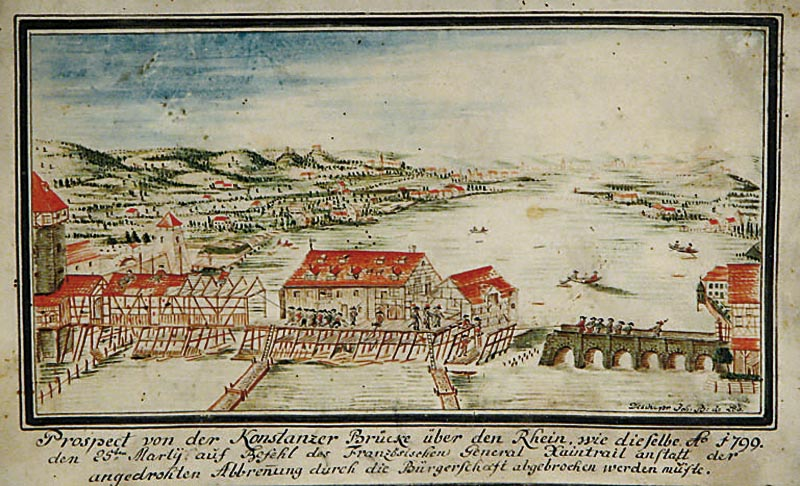
Zniszczenie mostu w 1799

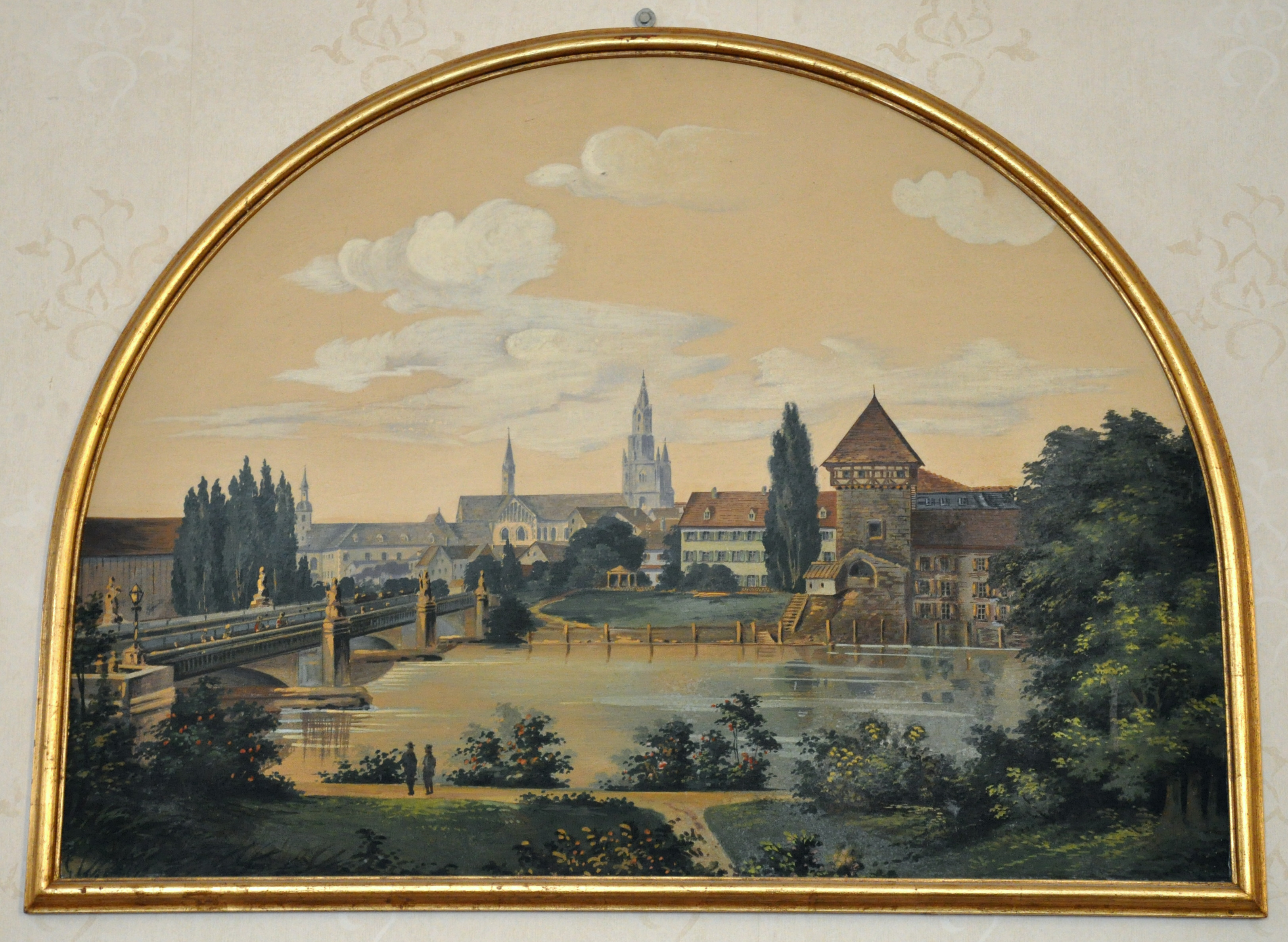
Widok Konstancji z mostem z 1870

Most na Renie w Konstancji (niem. Rheinbrücke, Alte Rheinbrücke) – most drogowo-kolejowy w Konstancji, łączący dzielnice Petershausen i Niedeburg położone na dwóch brzegach odcinka Renu łączącego dwie części jeziora Bodeńskiego.

## Historia
Pierwszy stały most z kamiennymi arkadami miał powstać w pobliżu obecnego mostu już w pierwszej połowie X w. W obecnym miejscu funkcjonował prom, a stały most łączący Konstancję z Peterhausen zbudowano na początku XIII w. W XV w. most połączono z młynami. W latach 40. XVI w. zastąpiono go nowym, spalonym częściowo już w 1548 podczas obrony miasta przed oddziałami Karola V Habsburga, na którym pod koniec tego stulecia wybudowano młyny. Kolejny pożar nastąpił w 1675, po czym most odbudowano. W 1793 młyny zostały przebudowane. Podczas wojny Francji rewolucyjnej z II koalicją Francuzi uszkodzili poważnie most i odbudowano go w 1802. W 1856 most wraz z młynami spłonął .
Ponieważ most wraz z młynami był usytuowany w miejscu wypływu Renu z największej części jeziora Bodeńskiego (Obersee), doprowadzał do spiętrzania wody w jeziorze i powodzi, na co skarżyli się mieszkańcy brzegów jeziora. Z tego powodu postanowiono przy odbudowie mostu nie przywracać młynów. Most otwarto ponownie w 1861 . Gdy w 1863 otwierano przeprawę kolejową, na jej naczółkach ustawiono cztery posągi (dwa na południowym brzegu i dwa na północnym) przedstawiające postacie zasłużone dla historii Konstancji . W latach 1936–1938 most przebudowano . Przy tej okazji wcześniej stojące tam figury przeniesiono w inne miejsca na brzegu rzeki . W 1957 przeprawę drogową poszerzono o dodatkowe pasy ruchu .

## Opis
Most łączy ze sobą dwa brzegi Renu na odcinku pomiędzy dwiema częściami jeziora Bodeńskiego, w miejscu wypływu rzeki z części Obersee. Stanowi początkowy punkt kilometrażu na tej rzece . Jest trójprzęsłowy, stalowy. Przebiega po nim pięciopasmowa droga, jednotorowa linia kolejowa oraz chodnik i ścieżka rowerowa. Ma 128 m długości, 27 m szerokości i 6,1 m wysokości .